# Kumi Nakada
Kumi Nakada (Japans: 中田 久美, Nakada Kumi) (Nerima, 3 september 1965) is een Japanse volleybalster. Ze nam deel met de Japanse volleybalploeg aan de Olympische Zomerspelen van 1984, 1988 en 1992.